# Oasis (singel Gackta)
OASIS – czwarty singel japońskiego artysty Gackta, wydany 16 lutego 2000 roku. Utwór tytułowy wykorzystano w OVA Shin Hokuto no Ken. Osiągnął 7 pozycję w rankingu Oricon i pozostał na listach przebojów przez 6 tygodni. Sprzedano 126 280 egzemplarzy.

## Lista utworów
Wszystkie utwory zostały skomponowane i napisane przez Gackt C.
| Nr | Tytuł                             | Czas |
| -- | --------------------------------- | ---- |
| 1. | "OASIS"                           |      |
| 2. | "uncertain memory"                |      |
| 3. | "OASIS" (Instrumental)            |      |
| 4. | "uncertain memory" (Instrumental) |      |